# 라크무 포사
라크무 포사(Lakhmu Fossae)은 목성의 위성인 가니메데에 존재하는, 도랑과 같이 깊은 홈이 쭉 파여져 있는 지형이다. 길이는 3,700km이다.